# Castleichthys
Castleichthys is een monotypisch geslacht van straalvinnige vissen uit de familie van de zeepalingen (Congridae).

## Soort
- Castleichthys auritus Smith, 2004